# Изванредне тврдње захтевају изванредне доказе
Изванредне тврдње захтевају изванредне доказе (енгл. Extraordinary claims require extraordinary evidence, скраћено ECREE), познат и као Саганов стандард, је афоризам који је популаризовао научни комуникатор Карл Саган. Користио је ову фразу у својој књизи Брокин мозак из 1979. године и телевизијском програму Космос из 1980. године. Описан је као фундаменталан за научни метод и сматра се да обухвата основне принципе научног скептицизма.
Овај концепт је сличан Окамовој оштрици по томе што оба хеуристичка приступа преферирају једноставнија објашњења феномена у односу на компликованија. У примени постоји одређена двосмисленост у вези са тим када се докази сматрају довољно "изванредним". Често се користи за оспоравање података и научних открића или за критиковање псеудонаучних тврдњи. Неки критичари тврде да овај стандард може да потисне иновације и потврди пристрасности.

## Примена
Карл Саган је у својој књизи Брокин мозак из 1979. написао:
"Занимљива дебата се водила унутар [Федералне комисије за комуникације] између оних који мисле да све доктрине које миришу на псеудонауку треба сузбијати и оних који верују да свако питање треба процењивати према сопственим заслугама, али да терет доказивања треба да падне директно на оне који износе предлоге. Сматрам да сам дефинитивно у овом другом табору. Верујем да изванредно свакако треба истраживати. Али изванредне тврдње захтевају изванредне доказе."
Према психологу Патрицију Тресолдију, афоризам "Изванредне тврдње захтевају изванредне доказе" је "у срцу научног метода и модел за критичко мишљење, рационалну мисао и скептицизам свуда". Такође је описан као "фундаментални принцип научног скептицизма". Фраза се често користи у контексту паранормалних и других псеудонаучних тврдњи. Такође се често користи у научној литератури за оспоравање истраживачких предлога, попут нове врсте амазонског тапира, бипаренталног наслеђивања митохондријске ДНК или холоценског "мега-цунамија".
Овај концепт је повезан са Окамовом оштрицом, јер се према таквој хеуристици једноставнија објашњења преферирају у односу на компликованија. Само у ситуацијама где постоје изванредни докази, изванредна тврдња би била најједноставније објашњење. Појављује се у тестирању хипотеза где се преферира хипотеза да нема доказа за предложени феномен, што је познато као "нулта хипотеза". Формални аргумент укључује додељивање јачег бајесовског приора прихватању нулте хипотезе у односу на њено одбацивање.

## Порекло и претече
Саган је популаризовао афоризам у својој књизи Брокин мозак из 1979. године и у својој телевизијској емисији Космос из 1980. године, позивајући се на тврдње о ванземаљцима који посећују Земљу. Саган је први пут изнео овај стандард у интервјуу за Вашингтон пост 1977. године. Међутим, научни скептик Марчело Труци је користио формулацију "Изванредне тврдње захтевају изванредне доказе" у чланку објављеном у часопису Parapsychology Review 1975. године, као и у чланку у Zetetic Scholar 1978. године. Два чланка из 1978. цитирала су физичара Филипа Абелсона - тадашњег уредника часописа Science - који је користио исту фразу као Труци.
У свом есеју "О чудима" из 1748. године, филозоф Дејвид Хјум је написао да ако "чињеница... има удела у изванредном и чудесном... докази... добијају умањење, веће или мање, пропорционално томе колико је чињеница необична". Деминг је закључио да је ово била прва потпуна разрада овог стандарда. За разлику од Сагана, Хјум је дефинисао природу "изванредног": написао је да се радило о великој количини доказа.
И други су изнели веома сличне идеје. Quote Investigator наводи сличне изјаве Бенџамина Бејлија (1708), Артура Ешлија Сајкса (1740), Билбија Портеуса (1800), Елиху Палмера (1804) и Вилијама Крејга Браунлија (1824). Француски научник Пјер-Симон Лаплас је у есејима (1810. и 1814.) о стабилности Сунчевог система написао да "тежина доказа за изванредну тврдњу мора бити пропорционална њеној необичности". Томас Џеферсон је у писму из 1808. године изразио тадашњи скептицизам према метеоритима на следећи начин: "Хиљаду феномена се свакодневно појављује које не можемо објаснити, али тамо где се сугеришу чињенице које не носе аналогију са законима природе које још увек не познајемо, њихова истинитост захтева доказе пропорционалне њиховој тежини."

## Анализа и критика
Научни комуникатор Карл Саган није описао никакве конкретне или квантитативне параметре о томе шта представља "изванредне доказе", што покреће питање да ли се стандард може објективно применити. Академик Дејвид Деминг примећује да би било "немогуће засновати сву рационалну мисао и научну методологију на афоризму чије је значење у потпуности субјективно". Уместо тога, он тврди да би "изванредне доказе" требало сматрати довољном количином доказа, а не доказима који се сматрају изванредним квалитетом. Тресолди је приметио да се праг доказа обично одлучује консензусом. Овај проблем је мање очигледан у клиничкој медицини и психологији где статистички резултати могу утврдити снагу доказа.
Деминг је такође приметио да стандард може "потиснути иновације и одржавати ортодоксију". Други, попут Ецела Кардење, приметили су да су многа научна открића која су подстакла промене парадигме првобитно сматрана "изванредним" и вероватно не би била тако широко прихваћена да су били потребни изванредни докази. Једнообразно одбацивање изванредних тврдњи могло би потврдити пристрасности потврђивања у подобластима. Поред тога, постоје забринутости да, када се недоследно примењује, стандард погоршава расне и родне пристрасности. Психолог Ричард Шифрин тврдио је да стандард не би требало користити за спречавање објављивања истраживања, већ за утврђивање које је најбоље објашњење за феномен. Насупрот томе, математички психолог Ерик-Јан Вагенмакерс је изјавио да су изванредне тврдње често лажне и њихово објављивање "загађује литературу". Да би квалификовао објављивање таквих тврдњи, психолог Сујог Чандрамоули је предложио укључивање мишљења рецензената о њиховој веродостојности или приложену курацију евалуација рецензената након објављивања.
Когнитивни научник и истраживач вештачке интелигенције Бен Гоерцел верује да се фраза користи као "реторички мем" без критичког размишљања. Филозоф Теодор Шик тврдио је да "изванредне тврдње не захтевају изванредне доказе" ако пружају најадекватније објашњење. Теисти и хришћански апологети попут Вилијама Лејна Крејга тврдили су да није поштено примењивати стандард на религијска чуда, јер се друге невероватне тврдње често прихватају на основу ограничених сведочанстава, као што је појединац који тврди да је добио на лутрији.